# Polz
Polz ist der südlichste Ort in Mecklenburg-Vorpommern. Bis 2004 war Polz eine eigenständige Gemeinde und ist seitdem ein Ortsteil der Stadt Dömitz und gehört damit zum Amt Dömitz-Malliß im Landkreis Ludwigslust-Parchim.

## Geografie
Das Dorf Polz liegt am Fluss Löcknitz. Nachbarorte sind Dömitz mit seinem Ortsteil Klein Schmölen in westlicher Richtung und Breetz in südöstlicher Richtung. Breetz ist ein Ortsteil von Lenzen (Elbe) im Bundesland Brandenburg. Von Klein Schmölen aus erstreckt sich eine Binnenwanderdüne über sieben Kilometer nördlich parallel zur Löcknitz verlaufend in östliche Richtung. Der höchste Punkt der Düne liegt mit 41 m ü. NN bei Klein Schmölen. Am östlichen Ende der Düne liegt Polz auf einer Höhe von 18 m ü. NN. Von drei Seiten wird Polz von ausgedehnten Kiefernwäldern eingerahmt, lediglich südlich wird der Ort vom Ufer der Löcknitz und dahinterliegenden Wiesen begrenzt.

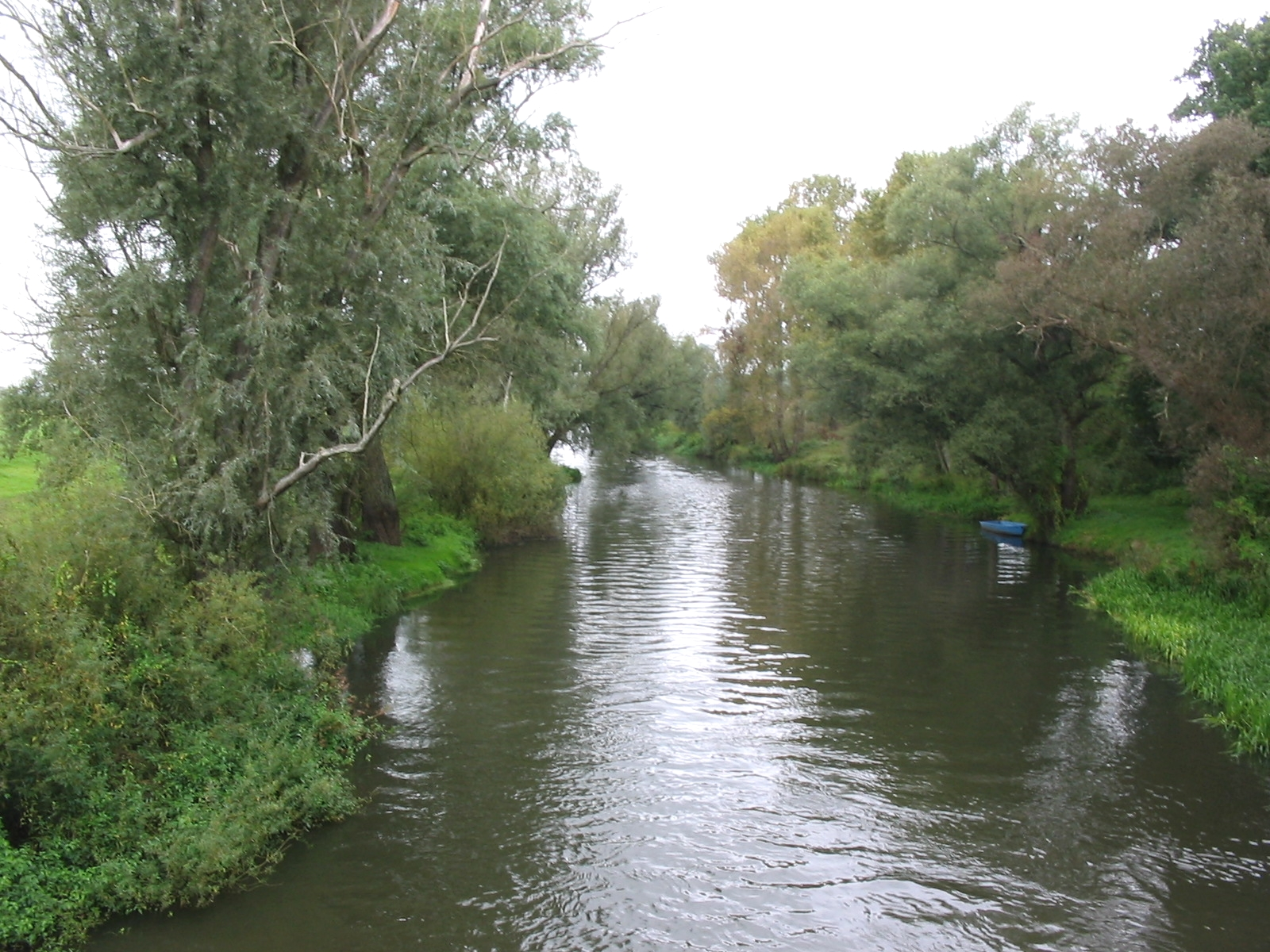
Löcknitz bei Polz

## Geschichte

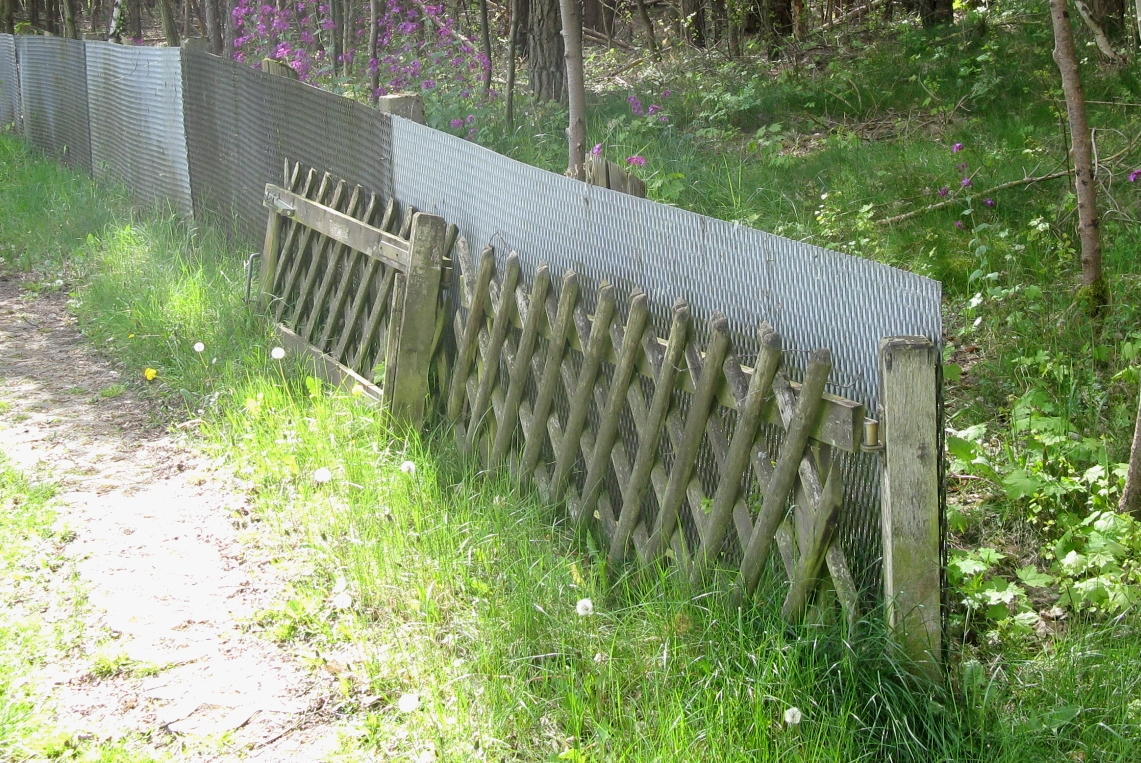
Ehemaliger Grenzzaun in privater Nachnutzung

Der Ortsname Polz kommt aus dem Slawischen und bedeutet wahrscheinlich „Ort des Polk“. 1438 war der Ortsname Poltze, 1550 Boltze. Es findet sich ebenfalls der Name Politz. Erstmals wird der Ort 1424 erwähnt, Siedlungsspuren gibt es aber schon aus der Zeit um etwa 3000 vor unserer Zeitrechnung. Polz ist ein so genanntes Winkelzeilendorf. Diese Dörfer wurden in der Ortslage exzentrisch zur Flur angeordnet. Bedingt durch die Grenzlage zum Land Brandenburg gab es bis ins 16. Jahrhundert häufig Grenzstreitigkeiten zwischen den Ämtern Dömitz und Eldenburg.
1873/74 wurde Polz an die Bahnstrecke Wittenberge–Lüneburg angeschlossen, ein Bahnhof und eine Ausweichstelle wurden errichtet. Die Bahnstrecke wurde 1947 im Zuge der Reparationsleistung an die Sowjetunion demontiert und nicht wieder erneuert. 
Nach 1961 war Polz in das Sperrgebiet an der innerdeutschen Grenze mit vielen Restriktionen gegen die Einwohner einbezogen. Diese Regelungen wurden erst mit dem umfangreichen Ausbau der Grenzanlagen 1973 aufgehoben.
Polz gehörte zum Kreis Ludwigslust (bis 1934 Mecklenburg-Schwerin, bis 1952 Land Mecklenburg, bis 1990 Bezirk Schwerin, seit 1990 Mecklenburg-Vorpommern). Seit der Kreisgebietsreform 2011 liegt Polz im neu gebildeten Landkreis Ludwigslust-Parchim.
Polz wurde am 13. Juni 2004 nach Dömitz eingemeindet.

## Sehenswürdigkeiten

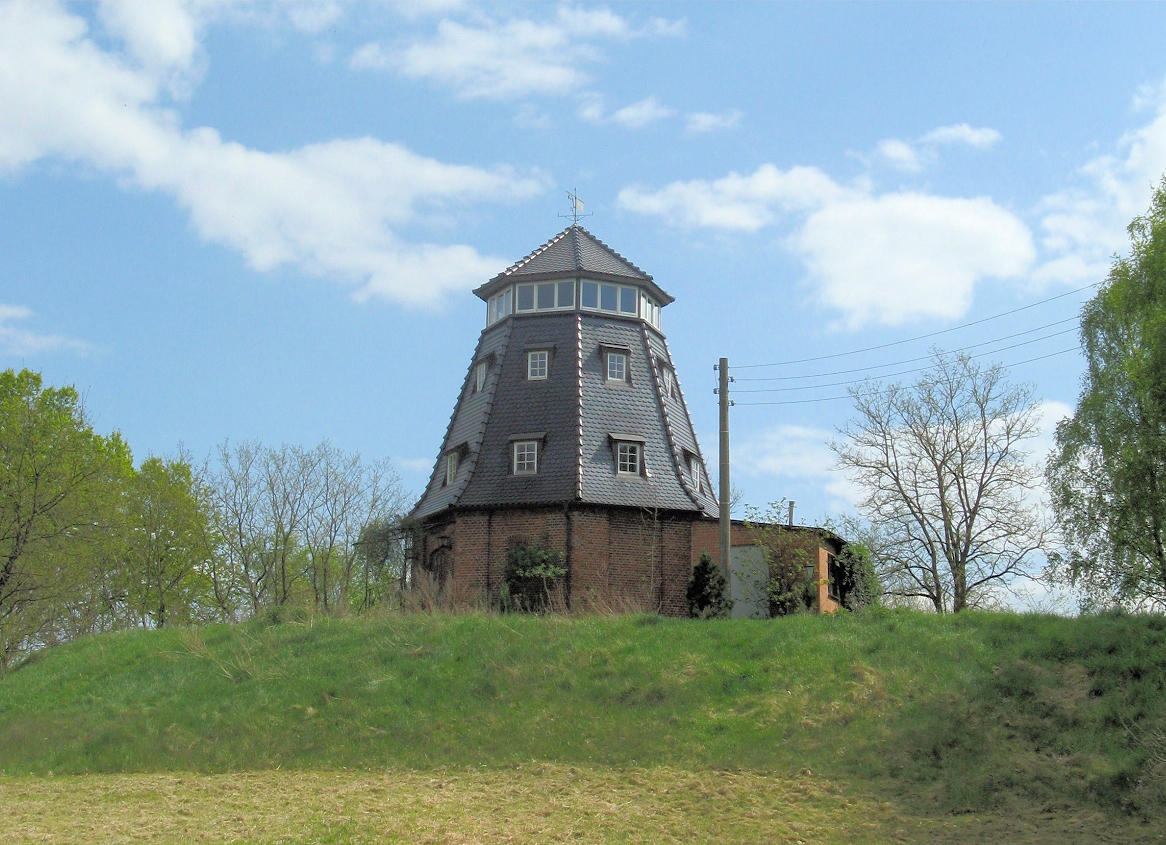
Ehemalige Windmühle von 1887

Auf dem Mühlenberg, einer Binnendüne, befindet sich eine Erdholländer-Windmühle aus dem Jahr 1887. Sie verfiel nach Einstellung des Betriebs und wurde 1987 zu einer Gaststätte ausgebaut, bei der durch Einrichtung einer Aussichtsplattform anstelle einer Kappe mit Mühlenflügeln der Mühlencharakter verloren ging. Nach der Wende wurde die Mühle geschlossen. Sie wurde im Jahr 2000 saniert und dient heute als Wohnung.
Sechs niederdeutsche Hallenhäuser als frühere Wohnstallhäuser der bäuerlichen Bevölkerung in der Friedenstraße 7 und 8 sowie Wasserstraße 2, 3, 4 und 8 stehen unter Denkmalschutz: Siehe dazu die Liste der Baudenkmale in Dömitz.

## Sport
Bekannt ist Polz durch seinen seit 1921 existierenden Sportverein SV Blau Weiß Polz, dessen 1. Fußballmannschaft seit der Saison 2010/11 in der Staffel West der Landesliga Mecklenburg-Vorpommern spielt. Ein für solch kleinen Ort bedeutendes Ereignis war 1997 ein Fußballspiel zwischen Ungarn und Georgien während der U-16-Fußball-Europameisterschaft. Dieses Gruppenspiel fand am 28. April 1997 auf dem Platz des SV Blau Weiß Polz statt.